# Tylecodon faucium
Tylecodon faucium ist eine Pflanzenart der Gattung Tylecodon in der Familie der Dickblattgewächse (Crassulaceae).

## Beschreibung
Tylecodon faucium wächst zwergig und wenig verzweigt, hat eine undeutliche Knolle und bildet flachwurzelnde Triebe aus. Die kurzen und ausgebreiteten Triebe werden bis 7 Zentimeter lang und 1 bis 1,5 Zentimeter im Durchmesser. Sie haben eine graugrüne Rinde und sind mit kurzen, bis 2 Millimeter langen Phyllopodien besetzt. Die zusammengedrängt stehenden und unterschiedlich ausgebildeten Blätter sind meist verkehrt lanzettlich, verkehrt eiförmig bis spatelig geformt und werden 1,5 bis 3 Zentimeter lang und 0,5 bis 1,2 Zentimeter breit. Sie sind mit Drüsenhaaren besetzt und auf der Oberseite gefurcht oder flach ausgebildet. Die rosarötliche Blattspreite ist manchmal fast stielrund.
Der Blütenstand wird aus 15 bis 30 Zentimeter hohen ausgebreiteten Thyrsen gebildet. Diese tragen 1 bis 2 Monochasien mit aufrechten Blüten. Die trichterige und gelblich grün gefärbte Kronröhre wird 12 bis 20 Millimeter lang und 4 Millimeter breit. Die rosa bis kastanienbraunen Zipfel sind ausgebreitet bis zurückgebogen und werden 6 Millimeter lang und 3 Millimeter breit.

## Systematik und Verbreitung
Tylecodon faucium ist in Südafrika in der Provinz Westkap in der Sukkulenten-Karoo verbreitet. Die Erstbeschreibung erfolgte 1941 durch Karl von Poellnitz als Cotyledon faucium. Helmut Richard Tölken stellte die Art 1978 in die Gattung Tylecodon.